# Ehud Olmert
Ehud Olmert (ook wel Ehoed Olmert) (Hebreeuws: אהוד אולמרט) (Binjamiena, Mandaatgebied Palestina, 30 september 1945) is een voormalig Israëlisch politicus van Likoed en Kadima en de 12e premier van Israël van 2006 tot 2009. 
Olmert, jurist van beroep, werkte als advocaat en werd daarna politiek actief, in 1973. Hij was minister zonder portefeuille van 1988 tot 1990 en minister van Volksgezondheid van 1990 tot 1992. Olmert was burgemeester van Jeruzalem van 1993 tot 2003 en was vicepremier en minister van Economie van 2003 tot 2006. Op 4 januari 2006 kreeg premier Ariel Sharon een zware beroerte en belandde hij in een coma, Olmert werd op 14 april 2006 benoemd als zijn opvolger en was ook partijleider van Kadima van 2006 tot 2008. Na zijn premierschap zat hij een gevangenisstraf uit wegens smeergeld- en fraudezaken.

## Achtergrond
Olmerts geboorteplaats lag in het toenmalige Britse Mandaatgebied Palestina (tegenwoordig in Israël). Hij studeerde psychologie, filosofie en rechten aan de Hebreeuwse Universiteit van Jeruzalem. Voordat hij de politiek inging had hij een eigen advocatenkantoor.
Olmert is getrouwd en heeft vijf kinderen.

## Politieke carrière
In 1973 werd Olmert voor het eerst op 28-jarige leeftijd gekozen als vertegenwoordiger in de Knesset. Hij werd in totaal zeven keer herkozen. Hiervoor was hij in dienst van het Israëlische leger. Hij was minister voor Minderheden (1988-1990). In de periode 1990-1992 was hij minister van Volksgezondheid.
Tussen 1993 en 2003 was hij gedurende twee termijnen burgemeester van Jeruzalem. Het was toen voor het eerst dat een lid van de Likoed burgemeester werd van de hoofdstad. Hij speelde hierbij een belangrijke rol in de verbetering en modernisering van de infrastructuur van de stad Jeruzalem en in de verbetering van het onderwijssysteem.
In januari 2003 keerde Olmert terug in de Knesset, als leider van het campagneteam voor de Likoed tijdens de verkiezingen van 2003. Na deze verkiezingen werd hij benoemd tot vicepremier en minister van Industrie, Handel en Werkgelegenheid. Tussen 2003 en 2004 was hij ook minister van Communicatie.

### Minister van Financiën
In augustus 2005 werd het plan van Ariel Sharon, om alle nederzettingen in de Gazastrook te ontruimen, uitgevoerd. De toenmalige minister van Financiën, Benjamin Netanyahu, was het hier niet mee eens en stapte op. Sharon benoemde op 7 augustus 2005 Olmert tot de nieuwe minister van Financiën.
Olmert vond de terugtrekking uit de Gazastrook een goed besluit van Sharon. Eerder had hij als Knesset-lid gestemd tegen de terugtrekking uit het gebied dat Israël had veroverd tijdens de Zesdaagse Oorlog en tegen de Camp David-akkoorden van 1978. Maar na zijn benoeming tot minister zei hij: "Ik stemde tegen Menachem Begin, ik zei dat het een historische fout was, hoe gevaarlijk het zou zijn, enz. Nu heb ik spijt, omdat hij niet meer in leven is, en omdat ik nu niet meer publiekelijk zijn wijsheid en mijn fout kan erkennen. Hij had gelijk, en ik had het fout. Dank God dat we de Sinaïwoestijn hebben verlaten."

### Kadima
Toen Ariel Sharon in 2005 bekendmaakte, dat hij de rechtse Likoed zou verlaten, en een nieuwe partij zou oprichten, genaamd Kadima, sloot Olmert zich als een van de eersten aan bij deze centrumrechtse partij.

### Waarnemend premier
Op 4 januari 2006 werd hij als vicepremier automatisch waarnemend premier, toen Ariel Sharon werd getroffen door een zware beroerte, en een zware hersenbloeding. Omdat bekend werd gemaakt dat Sharon waarschijnlijk nooit meer in de politiek kon gaan, werd Olmert aangewezen als de nieuwe lijsttrekker van Kadima. In de dagen na de opname van Sharon in het ziekenhuis, ontving Olmert verschillende Kadima-leden, zoals Shimon Peres, om hen ervan te overtuigen dat ze niet uit de partij moesten stappen. Peres vertelde dat hij Olmert zou steunen, en vele andere Kadima-leden volgden hem. Op 16 januari 2006 werd Olmert officieel de nummer 1 op de Kadima-verkiezingslijst, voor de verkiezingen van 2006,
op 28 maart.
Op 24 januari 2006 zei Olmert tijdens de eerste ministerraad-bijeenkomst, dat hij voor een Palestijnse staat was. In aanloop naar de verkiezingen vertelde Olmert tegen de media wat zijn plannen zouden zijn.

### Reactie op verkiezingswinst Hamas
Op 25 januari werden verkiezingen gehouden voor de Palestijnse Wetgevende Raad (= Parlement). Hamas deed nu mee. Het waren faire en democratisch verlopen verkiezingen volgens de internationale waarnemers.  Hamas won 74 van de 132 zetels. Fatah, dat altijd als nummer één de lakens had uitgedeeld, won er slechts 43.
De (interim-)regering van Olmert reageerde verbolgen. Olmert kondigde voor de Gazastrook een beperking van de invoer van goederen af en een exportverbod. De toevoer van gas en elektriciteit zou worden beperkt. Dat gold ook voor het personenverkeer tussen de Westelijke Jordaanoever en de Gazastrook.
Ook stortte men het door Israël in te houden Palestijns belastinggeld (dienst aan de Palestijnse Autoriteit afgesproken met de Oslo-akkoorden (2006: $50 miljoen per maand)) niet meer op de rekening van deze PA.
De gekozen Hamasleden van de Palestijnse Wetgevende Raad mochten niet meer vrij reizen.
In samenspraak met Israël/ Olmert begonnen de VS en EU de Palestijnse Autoriteit te boycotten.
Op 30 juli 2008 deelde hij mee geen herverkiezing als partijleider op 17 september 2008 te wensen en na de verkiezing van een nieuwe partijleider op te stappen als premier. Als reden gaf hij aan de verdachtmakingen van fraude en corruptie die hij sinds begin 2007 ondervond. Olmert werd in mei 2014 veroordeeld tot een gevangenisstraf van zes jaar voor omkoping en het ontvangen van omgerekend meer dan 100.000 euro aan steekpenningen. Eind 2015 werd zijn straf verlaagd naar 18 maanden. Op zondag 2 juli 2017 werd hij vervroegd vrijgelaten.

### Verkiezingen 28 maart 2006
Kadima scoorde bij de verkiezingen slechter dan verwacht, ze scoorde 29 zetels. Maar alsnog werd Kadima de grootste partij in Israël. Likud werd weggevaagd, en het viel terug tot 11 zetels. Olmert zei nadat de uitslag bekend werd gemaakt dat hij een definitieve vrede wil met de Palestijnen, en dat hij Sharons plan verder zal uitvoeren. Maar hij zei dat de Hamas-regering wel de staat Israël moet erkennen, willen de vredesonderhandelingen echt beginnen.

## Premierschap

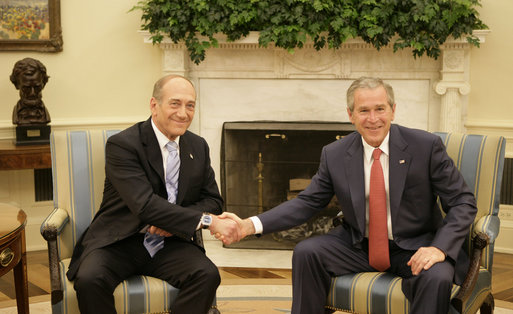
Ehud Olmert in een ontmoeting met de Amerikaanse president George W. Bush

Toen Ariel Sharon na honderd dagen nog steeds niet uit zijn coma was ontwaakt, werd Olmert op 14 april 2006 benoemd tot zijn opvolger als minister-president van Israël.

### 2006
Op 28 april 2006 vormde Olmerts partij Kadima een coalitie met de Arbeidspartij en Gil - Gimla'ey Yisrael LaKneset, de partij van Gepensioneerden van Israël in de Knesset. Op 4 mei 2006 werd het kabinet geïnstalleerd door president Katsav.
Op 24 mei 2006 bracht Olmert een bezoek aan het Amerikaans Congres, waar hij vertelde dat hij eenzijdig de grenzen van Israël vast wilde stellen, als de Palestijnen niet wilden meewerken. Olmert was de derde Israëlische premier die een toespraak hield in het Congres. Op 4 juni 2006 maakte Olmert bekend dat hij de Palestijnse president Mahmoud Abbas snel wilde ontmoeten, om verder te praten over het vredesproces.
In juli 2006 raakten Israël en Olmert verstrikt in een diepgaande crisis tussen Israël en Hezbollah en Operatie Zomerregens. Het leger vocht op twee fronten, in de Gazastrook tegen Hamas die Gilad Shalit had ontvoerd, en in Zuid-Libanon, tegen Hezbollah, die twee Israëlische soldaten had ontvoerd. Israël vuurde enkele weken raketten op Libanon af, om ervoor te zorgen dat de twee soldaten vrij zouden komen. In augustus 2006 werd er een bestand afgekondigd, waar Hezbollah en Israël zich aan hielden.
Sinds het einde van het conflict was premier Olmert heel erg impopulair geworden, en opiniepeilingen wezen uit dat Likud-leider Benjamin Netanyahu de meeste stemmen zou krijgen. Voormalig bevelhebber over het leger, Moshe Ya'alon, zei dat Olmert zo snel mogelijk moest opstappen.
Op 26 september 2006 meldde de BBC dat Olmert een ontmoeting had met een lid van het Koninklijk Huis van Saoedi-Arabië. Tijdens de ontmoeting hadden ze het over de erkenning van Israël door verschillende Arabische staten, als Israël zich uit de omringende gebieden zou trekken. Olmert zei later dat het gesprek door de Verenigde Staten werd gesteund.
Op 8 december 2006 bracht Olmert een bezoek aan de Russische president Vladimir Poetin. Ze bespraken het nucleair programma van Iran, en Olmert zei te hopen  dat de VN-Veiligheidsraad sancties zou opleggen, mocht Iran doorgaan met het programma. Op 9 december zei hij dat een militaire aanval van Israël op Iran niet onmogelijk is. Hij riep tevens op de internationale gemeenschap actie te ondernemen tegen het land.
Op 11 december bevestigde Olmert tegenover een Duits tv-station, dat Israël in het bezit was van atoombommen. Dat het land deze wapens heeft is een publiek geheim. Officieel worden er echter nooit mededelingen over gedaan. Zijn onthulling leidde zodoende tot ophef, en volgens de oppositie moest Olmert opstappen. Olmert antwoordde op een vraag over het Iraanse atoomprogramma dat Israël in het rijtje past van beschaafde landen die andere landen niet met atoomwapens dreigen te vernietigen. "Dat is het verschil. Israël is een democratie."

### 2007
Op 17 januari trad hoogste militaire bevelhebber van Israël, Dan Halutz, af, omdat hij veel kritiek kreeg op zijn optreden tijdens de oorlog in Libanon, afgelopen zomer. Volgens de onderzoekscommissie Winograd, die door het parlement in het leven is geroepen, heeft de Israëlische legertop een slechte strategie gevolgd. Verder zou de oorlog slecht zijn gepland en slecht zijn uitgevoerd.  Op 21 januari werd Gabi Ashkenazi benoemd tot de nieuwe bevelhebber, door de minister van Defensie Amir Peretz.
Op 30 april 2007 bracht de Commissie-Winograd een tussenrapport uit waarin premier Olmert, minister van Defensie Amir Peretz en voormalig stafchef van het leger Dan Halutz zware kritieken kregen te verduren en verantwoordelijk werden gehouden voor de als mislukt beschouwde oorlog van de zomer van 2006 tegen de in Libanon zetelende islamistische terreur- en guerrillabeweging Hezbollah.

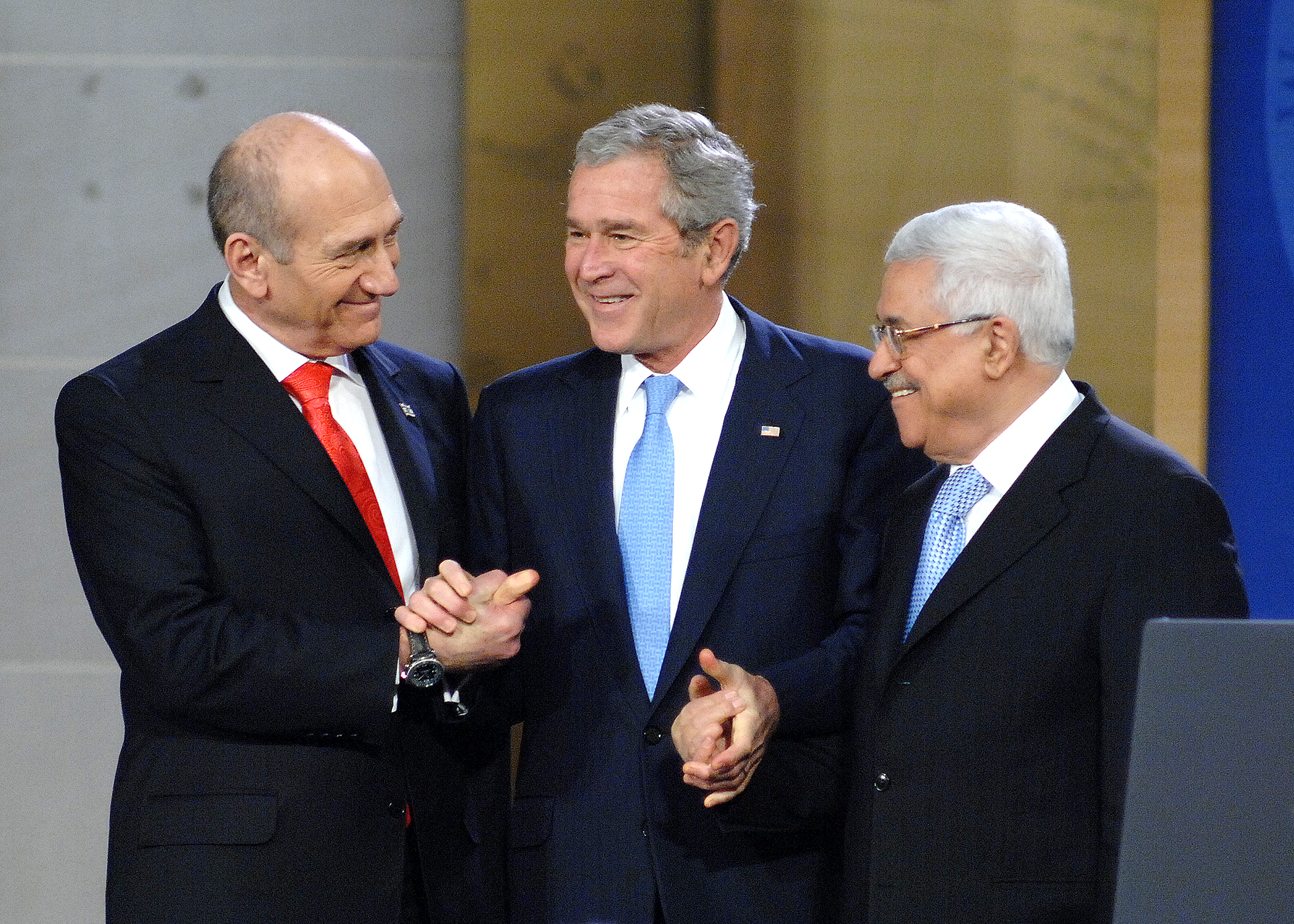
Olmert, Bush en Abbas schudden elkaar de hand

Op 27 november 2007 vond in de Verenigde Staten de Annapolis Conferentie plaats, georganiseerd door president George W. Bush. Tijdens deze conferentie maakte Olmert bekend dat hij bereid was "pijnlijke concessies" te doen aan de Palestijnen. "Er is geen moslimstaat waar Israël geen vrede mee wil sluiten", zei Olmert. Hij noemde Egypte als voorbeeld van een Arabisch land waarmee Israël goede contacten onderhield. De top was door Bush georganiseerd, niet om een doorbraak op te leveren, maar het moest het begin zijn van nieuwe onderhandelingen tussen Israëli"s en Palestijnen.
Gastheer George Bush was optimistisch. Ook premier Olmert was gematigd optimistisch. De brede internationale steun voor het gemeenschappelijk doel, twee onafhankelijke staten, vond hij hoopgevend. Maar hij waarschuwde ook meteen dat een vredesakkoord onmogelijk is zolang de beschietingen op Israël vanuit Gaza doorgaan. Een element waar de conferentie weinig invloed op heeft, omdat Gaza onder controle staat van de terreurbeweging Hamas die niet aan de conferentie deelneemt. Ook bij de andere deelnemers was de algemene verwachting niet dat de top tot een doorbraak zou leiden, maar dat het een startpunt kon zijn voor nieuw overleg tussen Israëli's en Palestijnen.

### 2008

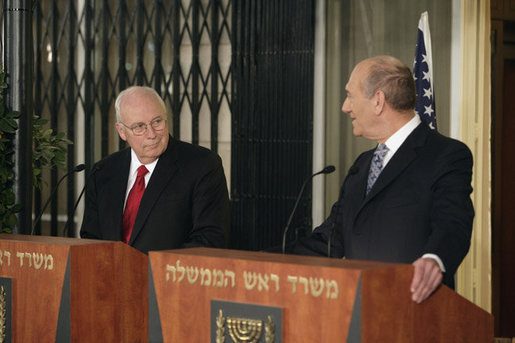
Ehud Olmert met de Amerikaanse vicepresident Dick Cheney, 22 maart 2008

Op 30 januari 2008 kwam de commissie-Winograd met haar eindrapport. De bevindingen waren dat Israël overhaast tot een oorlog had besloten nadat Hezbollah twee Israëlische soldaten had ontvoerd, dat verantwoordelijke politici en militairen tijdens de oorlog niet besluitvaardig genoeg waren geweest en dat de coördinatie tussen beiden niet had gedeugd. "We hebben grove fouten ontdekt in de besluitvorming, zowel op militair als politiek vlak", aldus de commissie-Winograd.
Verder kwamen de politici er in het rapport redelijk vanaf maar de militaire leiding niet. Het Israëlische leger zou onvoldoende voorbereid zijn geweest en zou steken hebben laten vallen wat betreft bevelsuitvoering en militaire inzet. Met name de grondtroepen werd dit verweten. Ook zouden bepaalde militaire en politieke leiders te veel van de luchtmacht hebben verwacht.
Een grondoffensief dat premier Olmert vlak voor het eind van de oorlog had gelanceerd en waarbij 33 Israëlische soldaten de dood hadden gevonden, werd hem niet aangerekend omdat hij dit volgens de commissie wel had moeten doen teneinde de onderhandelingspositie bij de op handen zijnde wapenstilstand in gunstige zin te beïnvloeden.
Op 30 juli maakte Olmert bekend zich herkiesbaar te stellen als leider van Kadima. Olmert stopte op 17 september, toen Kadima een nieuwe voorzitter koos. Olmert stond onder grote politieke druk omdat hij verwikkeld was in een corruptieschandaal. Hij zou geld hebben aangenomen van een Amerikaanse zakenman, naar eigen zeggen voor verkiezingscampagnes. En als burgemeester van Jeruzalem en minister van Handel zou hij hebben geknoeid met declaraties en de kosten van buitenlandse reizen.

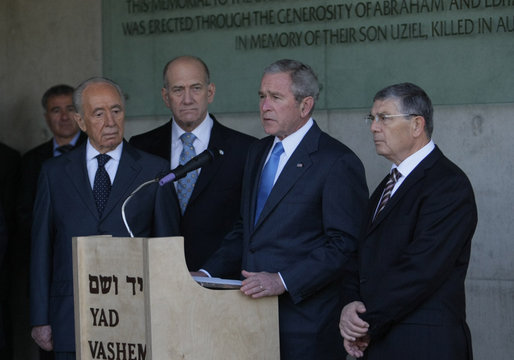
Shimon Peres, Ehud Olmert en de Amerikaanse president George W. Bush, 11 januari 2008

De premier moest nieuwe leiderschapsverkiezingen van Kadima toestaan nadat hij onder druk was komen te liggen wegens strafrechtelijke onderzoeken naar corruptie en omkoping uit de tijd dat hij nog burgemeester was van Jeruzalem, halverwege de jaren negentig. De Amerikaanse zakenman Talansky verklaarde eind mei 2008 voor de rechter dat hij Olmert in vijftien jaar tijd 150.000 dollar contant heeft gegeven. De Amerikaan zou geen wederdiensten hebben gevraagd. Olmert zegt dat het geld bedoeld was voor campagnes, maar dat is niet bewezen. Veel mensen denken dat Olmert het geld in eigen zak heeft gestoken.
De Kadima-leden kozen Tzipi Livni als nieuwe partijleider op 17 september, zij het met een krappe overwinning. Livni kreeg 43,1 procent van de stemmen, haar rivaal Shaul Mofaz 42 procent Op 21 september kondigde Olmert in zijn kabinet officieel aan dat hij af zou treden. Hij diende kort daarna zijn ontslag in bij president Shimon Peres. Olmert bleef echter wel aan als waarnemend premier totdat de nieuwe regering was gevormd.
Het lukte Livni echter niet een nieuwe regering te vormen, waardoor nieuwe verkiezingen noodzakelijk zijn. "Toen het me duidelijk werd dat iedereen en elke partij de kans wilde uitbuiten om eisen te stellen die diplomatiek en economisch onhaalbaar waren, heb ik besloten om de besprekingen af te gelasten en verkiezingen te vragen", aldus Livni. Olmert benadrukte voor de Knesset dat hij verder in functie zal blijven. "Er moeten beslissingen genomen worden en een staat bestuurd worden", zei Olmert.

#### Wapenstilstand met Hamas voor zes maanden
In juni 2008 kwam er een wapenstilstand tussen Hamas en Israël. Tijdens het bestand werden er nog steeds raketten afgevuurd op Israël, hoewel het aantal aanvallen sterk afnam. Vanwege de aanhoudende aanvallen sloot Israël op 26 juni de grens met de Gazastrook. Hamas noemde dit een schending van de wapenstilstand, Hamas stelde dat zij de raketten niet afgevuurd hadden en dat de bevolking van Gaza nu onterecht gestraft werd. Volgens de voorwaarden van de wapenstilstand was Hamas echter verantwoordelijk voor elke beschieting van Israël vanuit de Gazastrook, ongeacht wie de beschieting uitvoerde. Doordat de grens afgesloten was, konden maar een beperkt aantal vrachtwagens met hulpgoederen de Gazastrook bereiken.
Aan het eind van 2008 werd besloten de wapenstilstand niet te verlengen, en nadat raketten weer over en weer vlogen, besloot Israëlische minister van Defensie Ehud Barak over te gaan tot een serie luchtaanvallen op Gaza, maar Olmert dit uit te stellen. Israël wilde de wapenstilstand wel verlengen, maar Hamas liet weten de (al geschonden) wapenstilstand met Israël niet te willen verlengen. Hamas legde de schuld bij Israël die zich niet aan het bestand had gehouden en ook de blokkade van de Gazastrook niet op wilde heffen.
In de laatste weken van het jaar vuurde Hamas dagelijks raketten af op Israël. het Israëlische veiligheidskabinet kwam op 21 december bijeen om te praten over de voortdurende beschietingen vanuit Gaza. Het veiligheidskabinet besloot plannen om de blokkade van het Palestijnse gebied tijdelijk op te heffen weer in de ijskast te zetten en gaf het Israëlische defensieleger (IDF) toestemming voor een militaire operatie. De Egyptische president Hosni Moebarak en de Palestijnse president Mahmoud Abbas waarschuwden Hamas nog dat de aanhoudende raketaanvallen een Israëlische vergelding zouden uitlokken. Mahmoud Abbas vond dat Hamas de aanval had kunnen voorkomen en zei: "We praatten met Hamas en zeiden, 'Alstublieft, laat het bestand voortduren', dan hadden we kunnen voorkomen wat er is gebeurd." Op 25 december gaf Israël Hamas 48 uur de tijd om het verzet te staken en op 26 december opende Israël vijf grensposten voor de toevoer van humanitaire goederen. De beschietingen hielden echter aan, waarop Israël op 27 december 2008 startte met luchtaanvallen op de Gazastrook.

### 2009
De laatste maanden van Olmerts premierschap stonden vooral in het teken van het geweld in de Gazastrook, in januari 2008, en het overdragen van het stokje aan de nieuwe regering, die na de verkiezingen zou worden gevormd.

#### Conflict in de Gazastrook

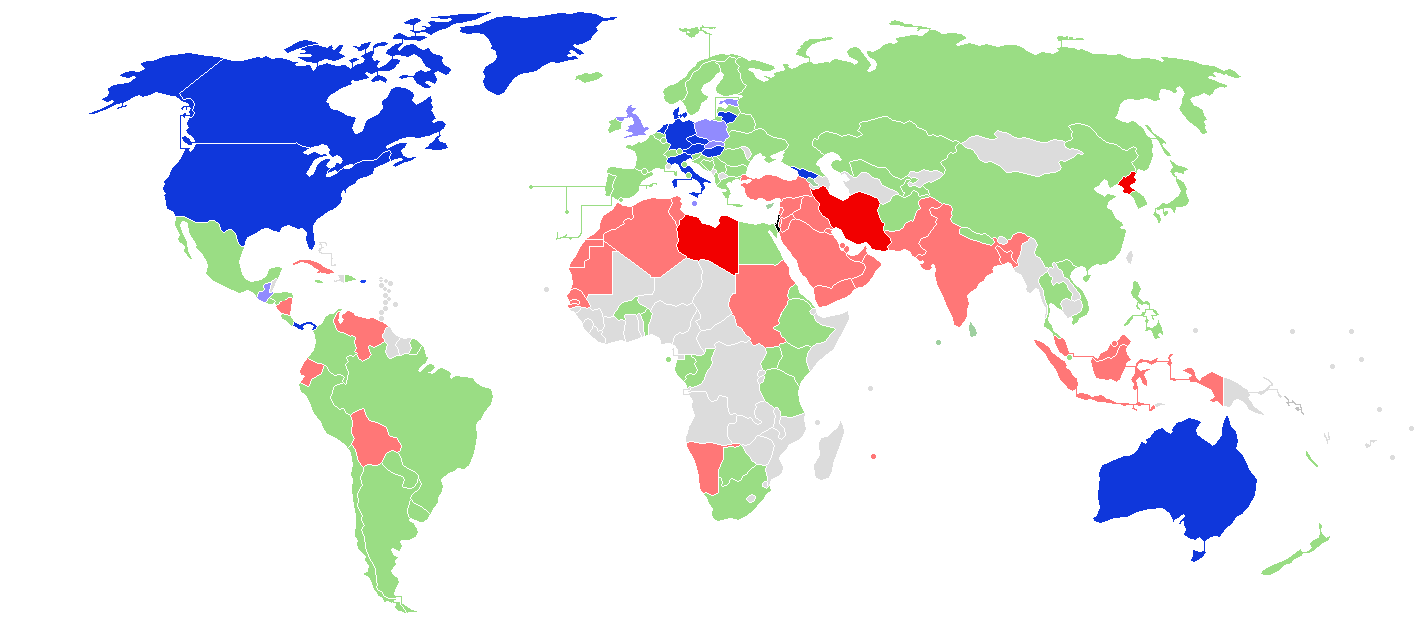
Internationale reacties op het conflict in de Gazastrook
Israël-Gaza
Landen die achter Israël staan
Landen die alleen Israël veroordelen
Landen die beide partijen verantwoordelijk achten
Landen die geen verklaring hebben afgelegd

Het begin van 2009 begon zoals 2008 eindigde: veel geweld in de Gazastrook, en raketaanvallen op Israël. De Operatie Gegoten Lood kostte uiteindelijk aan 1300 Palestijnen het leven., en 14 Israëliërs kwamen om. De strijd kostte Israël echter veel diplomatieke steun wereldwijd.
VN-chef Ban Ki Moon noemde de situatie hartverscheurend. Hij benadrukte dat hij de raketaanvallen van Hamas op Israël onacceptabel vond, maar zei de reactie van Israël buitenproportioneel te vinden. Op 12 januari 2009 nam de mensenrechtenraad van de Verenigde Naties een resolutie aan waarin de Israëlische acties tegen Hamas werden veroordeeld. De mensenrechtenraad bestaat uit afgevaardigden van 47 landen. Er stemden 33 leden voor de resolutie, dit waren Arabische, Afrikaanse, Aziatische en Zuid-Amerikaanse landen. Canada stemde tegen de resolutie, de overige 13 westerse landen onthielden zich van stemming. Zij vonden de tekst te eenzijdig en zeiden dat de raad geen oog had voor de raketaanvallen van Hamas op Israël.
De Nederlandse politiek was verdeeld over het oordeel van de operatie. De regering was direct na de aanval van Israël 'zeer bezorgd' te zijn over de situatie in Gaza, veroordeelde de provocaties van Hamas en riep Israël op tot maximale terughoudendheid teneinde burgerslachtoffers te voorkomen. De Belgische regering uitte haar bezorgheid over de humanitaire situatie in de Gazastrook. De Belgen riepen op tot een onmiddellijk staakt-het-vuren en eisten dat de humanitaire hulp direct toegang zou krijgen tot de Gazastrook, ze pleitte voor het opheffen van de blokkades bij de grenzen. Na een oproep van onder andere de UNRWA zegde de minister van Ontwikkelingssamenwerking 500.000 euro toe voor voedselhulp.
De Amerikaanse president George W. Bush riep Hamas op geen raketaanvallen meer uit te voeren op Israël. De Verenigde Staten zou zich achter Israël op blijven stellen, wel vroeg de VS Israël rekening te houden met de gevolgen voor de burgers in de Gazastrook, maar de VS zei tegelijkertijd niet terug te willen naar een situatie waarin Hamas vanuit Gaza raketten op Israël kan afvuren. EU-voorzitter Tsjechië noemde eind december 2008 het Israëlische offensief in de Gazastrook 'defensief en niet offensief'. Israël heeft het recht zich te verdedigen, stelde de EU-voorzitter. Later trok de voorzitter deze uitspraak weer terug. Ook Duitsland stelde zich achter het militaire optreden van Israël in de Gazastrook, volgens de Duitse premier Angela Merkel had de radicaalislamitische Hamas de oorlog volledig aan zichzelf te wijten. De Franse president Nicolas Sarkozy probeerde vanaf de aanvang van het conflict te bemiddelen tussen de strijdende partijen.
Terreurnetwerk Al Qaida stelde zich achter Hamas. In een geluidsopname van 6 januari riep Al Qaida op om wraak te nemen op Israël voor het offensief in de Gazastrook. 'Wees sterk en zet de jihad voort,' zei de nummer twee van Al Qaida, Ayman al-Zawahiri. Volgens Zawahiri maakte het Israëlische offensief deel uit van een 'kruistocht' tegen de islam.

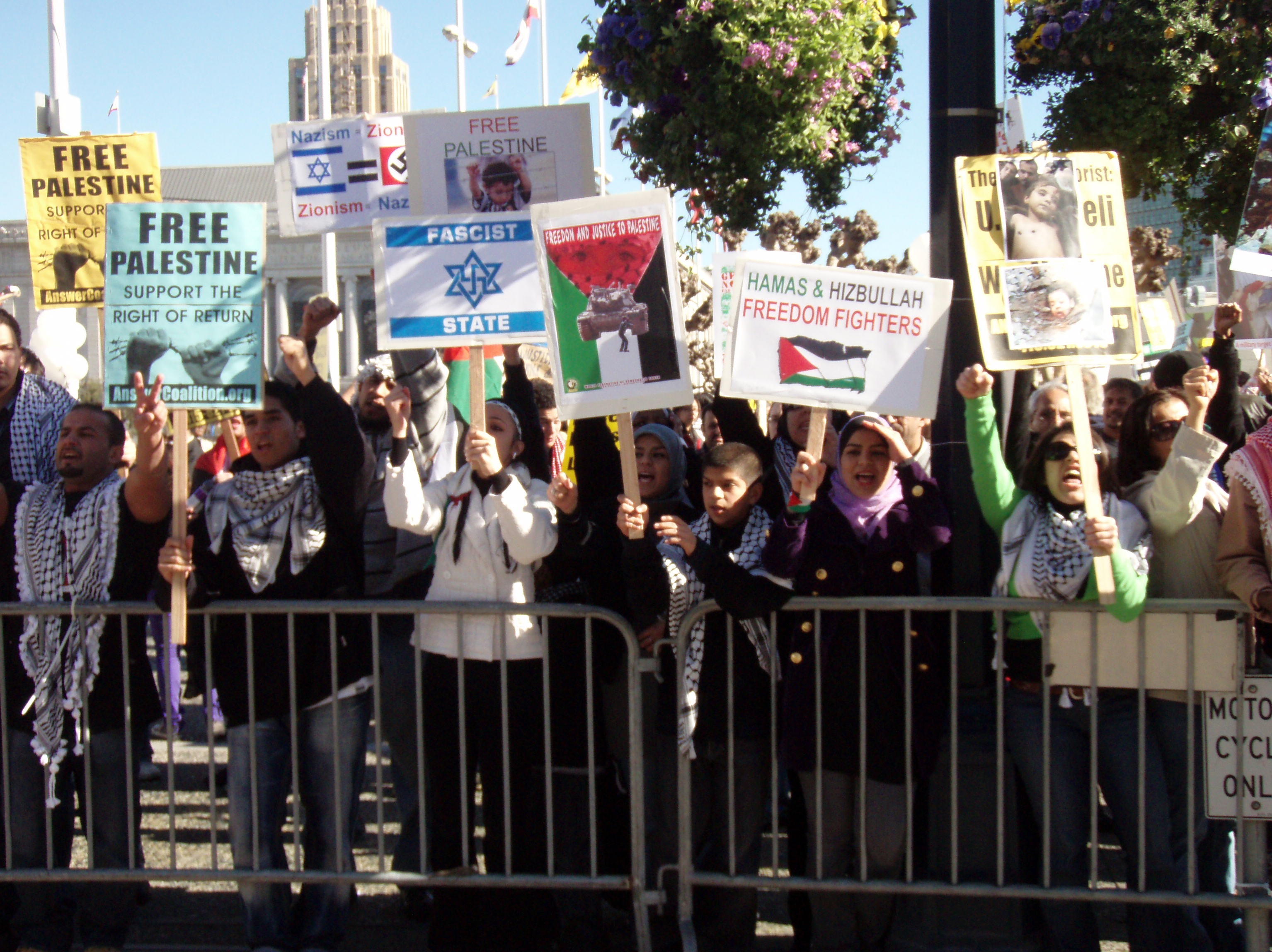
Anti-Israël betoging in San Francisco

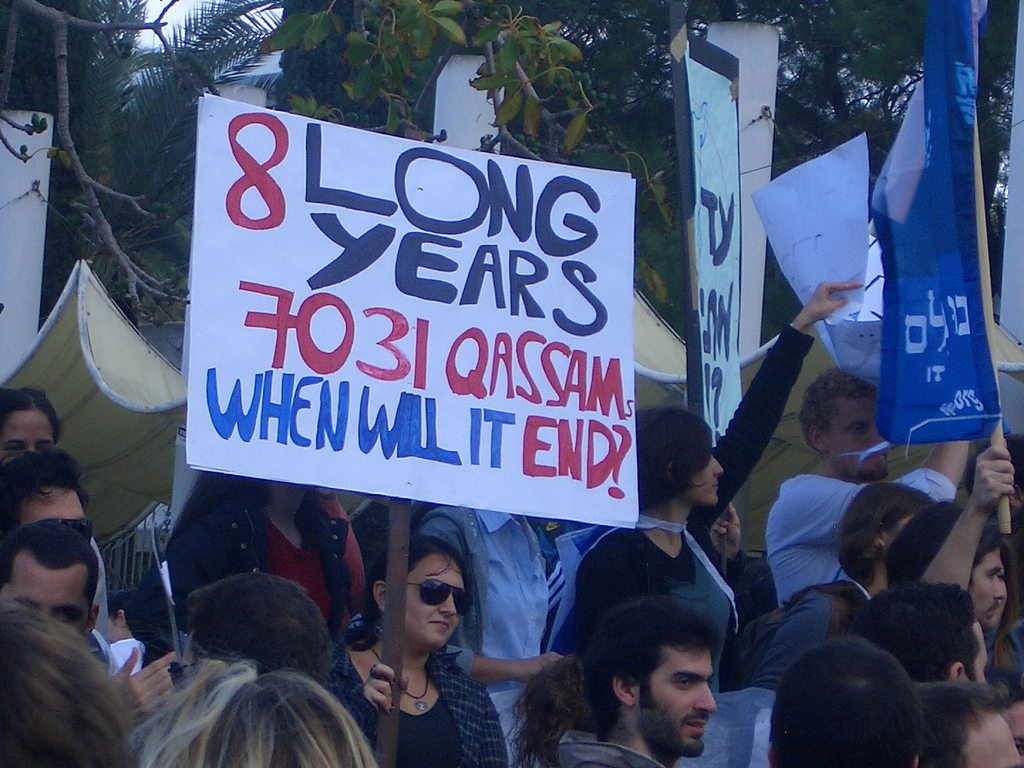
Pro-Israël betoging in Tel Aviv

Hamas kreeg steun uit onverwachte hoek, de Zuid-Amerikaanse landen Bolivia en Venezuela verbraken in januari alle diplomatieke banden met Israël vanwege het geweld in Gaza. In de eerste week van januari zette Venezuela de Israëlische ambassadeur het land uit. Gedurende het conflict bekritiseerde de Turkse premier Recep Tayyip Erdogan Israël. Volgens Erdogan handelde Israël inhumaan en bespeelde het land de pers. In januari 2009 vroeg hij de Verenigde Naties om Israël uit de VN te zetten, omdat het volgens Erdogan VN-oproepen zou negeren. De algemene tendens in Turkije was eveneens kritisch tegenover de militaire operatie, zowel politiek als in de media en op straat. Vier dagen voor dat de militaire operatie in de Gazastrook begon, was premier Olmert in Turkije voor een vijf uur durende gesprek met premier Erdogan over de vredesonderhandelingen met Syrië, waarbij Turkije de bemiddelaarsrol vervult.
Overal in de wereld, van de Arabische landen tot in de Verenigde Staten, gingen mensen de straat op om te demonstreren tegen het geweld in de Gazastrook. Er waren zowel pro-Gaza- als pro-Israëldemonstraties, maar de pro-Gaza demonstraties overheersten. Het CIDI signaleerde dat in Nederland het antisemitisme door het conflict in Gaza toenam, er kwamen twintig meldingen bij het CIDI binnen in de eerste negen dagen van het conflict.
Na de twee eenzijdige staakt-het-vuren afgekondigd op 18 januari, werden oplossingen voor het conflict tussen Israël en Hamas wereldwijd besproken. De westerse landen twijfelden aan de boycot van Hamas, die dateert uit 2007. Het Westen stond voor een dilemma: enerzijds was men bang dat financiële hulp bij Hamas terecht zou komen, anderzijds wilde men ook de Gazaanse bevolking niet zonder hulp laten zitten. Een aantal Europese landen, waaronder Frankrijk, zeiden met Hamas te willen overleggen als Hamas geweld af zou zweren. Voor Israël was overleg met Hamas alleen mogelijk als Hamas Israël zou erkennen (hetgeen Hamas nog altijd weigert), Hamas het geweld jegens Israël stopt en wanneer Hamas de besprekingen met de rivaliserende Fatah partij hervat. Vooralsnog werden deze voorwaarden door de Verenigde Staten gesteund, aldus Hillary Clinton, de nieuwe Amerikaanse minister van Buitenlandse Zaken. Hamas meldde met iedereen te willen spreken, maar accepteerde niet dat daar enige voorwaarde aan verbonden zou zijn.

#### Verkiezingen
De parlementsverkiezingen op 10 februari werden gewonnen door Kadima, maar Likoed mocht een nieuwe regering vormen, omdat deze partij voldoende steun zou hebben. Likoed-leider Benjamin Netanyahu vormde uiteindelijk een nieuwe regering, bestaande uit Likoed, Jisrael Beeténoe, Shas en de Arbeidspartij. Deze werd op 31 maart 2009 geïnstalleerd.
Kort voor het einde van zijn ambtstermijn probeerde Olmert nog een laatste keer de ontvoerde Israëlische soldaat Gilad Schalit vrij te krijgen, maar zonder succes. Hamas verlangde nameijk de vrijlating van honderden Palestijnse gevangenen in het kader van een ruilhandel. Israël van zijn kant had de vrijlating van Schalit als een deel van de wapenstilstand met de Palestijnse organisaties in de Gazastrook vooropgesteld.

## Uitspraken van Olmert

### Iran
In een interview met de Duitse krant Bild lanceerde premier Olmert een tegenaanval tegen de Iraanse president Mahmoud Ahmadinejad. Hij noemde de president een “psychopaat” en vergeleek hem met Adolf Hitler. “Hij is een psychopaat van het ergste soort, hij spreekt net zo over de Joden als Hitler deed in zijn tijd.” vertelde Olmert.

### Terrorisme
Op 30 oktober 2006 zei Olmert in een speech in de Knesset, dat alle gedode Palestijnen van de afgelopen maanden alleen terroristen waren. De mensenrechtenorganisatie B'Tselem eiste in een brief om uitleg van Olmert.

## Schandaal
Op 16 januari 2007 maakte de openbaar aanklager in Israël bekend, dat er een strafrechtelijk onderzoek zal komen naar Olmert bij de privatisering van een bank. Hij wordt verdacht van fraude. Hij zou in 2005, toen hij nog minister van Financiën was, het staatsbelang in de Leumi bank aan twee bevriende zakenmannen hebben willen verkopen. De transactie ging uiteindelijk niet door en hij ontkent dat hij strafbare feiten heeft gepleegd. Maar de aanklager denkt toch een zaak tegen de premier te hebben.
In mei 2008 werd bekend dat Olmert van corruptie wordt verdacht. Een Amerikaanse zakenman van Joodse komaf genaamd Morris Talansky zou hem over een periode van vijftien jaar in totaal 150 000 dollar hebben gegeven. Olmert beweert dat het om bijdragen ging voor zijn verkiezingscampagnes maar de Israëlische justitie denkt dat hij het geld in eigen zak heeft gestoken.

#### Gevangenisstraf
Op 13 mei 2014 veroordeelde de Israëlische rechter David Rozen van de arrondissementsrechtbank van Tel Aviv Ehud Olmert tot een gevangenisstraf van zes jaar en een boete van één miljoen sjekel wegens het aannemen van smeergeld van een projectontwikkelaar van Holyland toen Olmert burgemeester van Jeruzalem was (1993-2003). Volgens zijn advocaat Eli Zohar was de veroordeling onterecht; hij kondigde aan in hoger beroep te gaan. Op 1 september 2014 zou de gevangenisstraf ingaan. Op 29 juli 2014 maakte het Israëlische Hooggerechtshof bekend dat die datum voor Ehud Olmert en zeven andere betrokkenen werd uitgesteld om een verzoek tot uitstel te bestuderen. Op 29 december 2015 verlaagde het Hooggerechtshof de gevangenisstraf van Olmert naar een duur van 18 maanden. Ook voor een vergrijp voor fraude kreeg hij celstraf opgelegd.
Olmert werd uiteindelijk veroordeeld tot een onvoorwaardelijke gevangenisstraf van totaal 27 maanden. Op 2 juli 2017 werd hij vrijgelaten na het uitzitten van twee derde van de straf. Hij zat 16,5 maand gevangen. Tot mei 2018, de maand tot wanneer zijn gevangenisstraf liep, diende hij zich twee keer per week bij de politie te melden en moest hij vrijwilligerswerk verrichten voor de Leket Israel voedselbank en Ezra Lemarpeh, een organisatie die medische assistentie aan armen verleend.

## Familie
Ehud Olmerts vrouw, Aliza, is een schrijfster van romans en theaterstukken. Ze zei dat ze voor het eerst op haar man heeft gestemd bij de Israëlische parlementsverkiezingen van 2006. Het stel heeft vijf kinderen, onder wie een geadopteerde dochter. Olmerts vader Mordechai is een voormalig lid van de Knesset, het parlement van Israël.